# Higrometer
Higrométer je merilna priprava za merjenje vlažnosti zraka. Uporablja se največ v meteorologiji.
- Lasni vlagomer: Primer starejšega mehaničnega tipa higrometra je higrometer, ki uporablja človeški las. Mehanizem delovanja take naprave temelji na skupku posebej izbranih in v ta namen obdelanih človeških las, ki so ves čas pod stalnim zračnim pritiskom. Seveda pa moramo najprej poiskati ustreznega darovalca. Načelo delovanja je naslednje: ko začne vlaga v zraku naraščati, se je ti izbrani lasje enako, kakor oni na vaši glavi, navzamejo, pri čemer se nekoliko raztegnejo. Enostaven pramen las se, medtem ko naraste zračna vlaga od 0 do 100 odstotkov, podaljša za okrog dva in pol odstotka svoje prvotne dolžine. Prav ta, sicer piškav raztezek pa je dovolj, da je bilo moč na njegovi osnovi izdelati natančno merilno napravo, saj je povezanost med spremembo vlage v zraku in dolžino las zelo zanesljiva. Dimenzijska sprememba se prek mehanizma prenaša na umerjeno lestvico. Lasni vlagomeri so najprimernejši za beleženje vlažnostnih razmer v zaprtih prostorih, kot so pisarne in razne dvorane. V njih imamo opravka z majhnimi nihanji vlage, saj naj bi bile »meteorološke« razmere v njih čim bolj stalne.

- V ne tako daljni preteklosti so poskušali uporabiti v ta namen tudi druge, še nekoliko bolj nenavadne »žive« dele, na primer zunanjo membrano govejega črevesa, sečni mehur podgane in celo ozke pasove kitove kosti. Na srečo vseh teh živali, je napredek tudi na tem področju opravil svoje.
- Z nekaterimi materiali lahko določimo relativne spremembe v vlažnosti, ker spremenijo barvo pri absorbiranju vlage.
- Novejši in natančnejši, široki porabi namenjen vlagomer, ki se imenuje psihrometer. Deluje na temelju izhlapevanja vode. Tako napravo sestavljata suhi in mokri termometer. Bučka enega termometra je ovita v muslinasto krpico, namočeno v vodo. Če zrak ni nasičen z vodo, potem iz krpice izhlapeva voda, ki za to porablja določeno količino toplote, ki jo jemlje okolici. Zato se mokri termometer zaradi izhlapevanja bolj ohladi kot suhi. Pri nizki relativni zračni vlažnosti je izhlapevanje močnejše, zato kaže mokri termometer nižjo vrednost, psihrometrska razlika pa je večja.

- Znane so tudi metode merjenja točke rosišča na hlajenem zrcalu, ki jo zaznamo s spremembo odbojnosti zrcala ali nastankom kapljic na njem.
- Električni merilniki merijo spremembo prevodnosti ali kapacitivnosti nekaterih snovi.

## Izumitelj
1. Leonardo da Vinci je izdelal prvi higrometer okoli leta 1400.
2. Francesco Folli je izumil bolj uporabno izvedbo leta 1664.
3. Robert Hooke je izumil prvi higrometer za merjenje vlažnosti ozračja (na osnovi opazovanja dlake iz kozje brade pod mikroskopom).
4. John Frederic Daniell je izumil psihrometer leta 1820.